# Kaag en Braassem
Kaag en Braassem és un municipi de la província d'Holanda del Sud, al sud dels Països Baixos. L'1 de gener del 2009 tenia 25.524 habitants repartits sobre una superfície de 72,28 km² (dels quals 8,81 km² corresponen a aigua).

## Centres de població
Hoogmade, Kaag, Leimuiden, Nieuwe Wetering, Oud-Ade, Oude Wetering, Rijnsaterwoude, Rijpwetering, Roelofarendsveen, i Woubrugge. També hi ha cinc viles: Bilderdam, Heimansbuurt, Ofwegen, Vriezekoop i Zevenhuizen.